# 圣保罗堂 (伯尔尼)
46°57′10.6″N 7°25′49.0″E / 46.952944°N 7.430278°E
圣保罗堂（德語：Pauluskirche）是瑞士伯尔尼的一个归正会教堂，由瑞士建筑师卡尔·莫瑟建于1902年到1905年，采用新艺术运动风格。它已被列入瑞士国家和区域重要文化财产名录，是该国新艺术运动风格的最佳例子之一。 钟楼高36米，有5口钟。教堂立面的浮雕描绘持剑的使徒保罗。花窗玻璃由来自勒拉赫的艺术家马克斯·莱格完成。内部采用蓝色和绿色色调，和丰富的金色装饰画。